# Мерінов Віталій Олександрович
Віта́лій Олекса́ндрович Мерінов (31 грудня 1990, Івано-Франківськ — 31 березня 2023, Україна) — український спортсмен, майстер спорту з боксу. Заслужений майстер спорту. Чотириразовий чемпіон світу з кікбоксингу, чемпіон України з універсального бою, переможець Турніру з рукопашного бою на Кубок Президента України. Член виконавчого комітету Івано-Франківської міської ради. Старший солдат ЗСУ, мав краповий берет спецназу.

## Біографія
Віталій Мерінов Олександрович народився 31 грудня 1990 року в Івано-Франківську. 2006 року закінчив середню школу № 15. У 2007 році Заслужений тренер України Володимир Миколайович Вострецов запропонував Віталію Мерінову взяти участь у змаганнях з кікбоксингу і після перемоги там Віталій Мерінов почав займатися кікбоксингом. 2009 року Віталій Мерінов закінчив Івано-Франківський коледж фізичного виховання. У період із серпня по вересень 2014 року служив в АТО у складі Національної Гвардії України.
Із 2015 року був депутатом Івано-Франківської міської ради від партії «УКРОП» як безпартійний. Член постійної депутатської комісії з питань містобудування та земельних відносин. У 2018 році закінчив кафедру управління та бізнес-адміністрування в Прикарпатському національному університеті імені Василя Стефаника і здобув ступінь магістра. З 2018 року був президентом «Федерації боксу Івано-Франківська». Віталій Олександрович Мерінов організовував в Івано-Франківську матчеві зустрічі за участю боксерів із різних країн (США, Ірландії, Франції, Польщі).
З першого дня російського вторгнення в Україну пішов на фронт захищати свою країну. В війську мав позвивний «Мер» 
31 березня 2023 року загинув.

## Родина
У Віталія Мерінова залишилися дружина та дворічна дочка.

## Вшанування пам'яті
15 червня 2023 року в місті Івано-Франківськ вулицю Нову перейменували на вулицю Віталія Мерінова.